# 陳錦芳
陳錦芳（英語：Chen Tsing-Fang (T.F. Chen)）（1936年6月2日—），台灣畫家、作家、藝術史家，擅長油畫、版畫；有「梵谷的傳人」及「台灣的羅曼羅蘭」之稱。

## 生平
陳錦芳是台灣臺南市歸仁區紅瓦厝人，自小就有「文學少年畫家夢」的情懷。妻子為財團法人陳錦芳文化藝術基金會董事侯幸君，父親陳天來為菜市場豬肉攤商，母親為李水桃，家中共9名子女，陳錦芳排行老四，弟弟為陳錦和，小姨子為侯幸君的妹妹侯寂華。

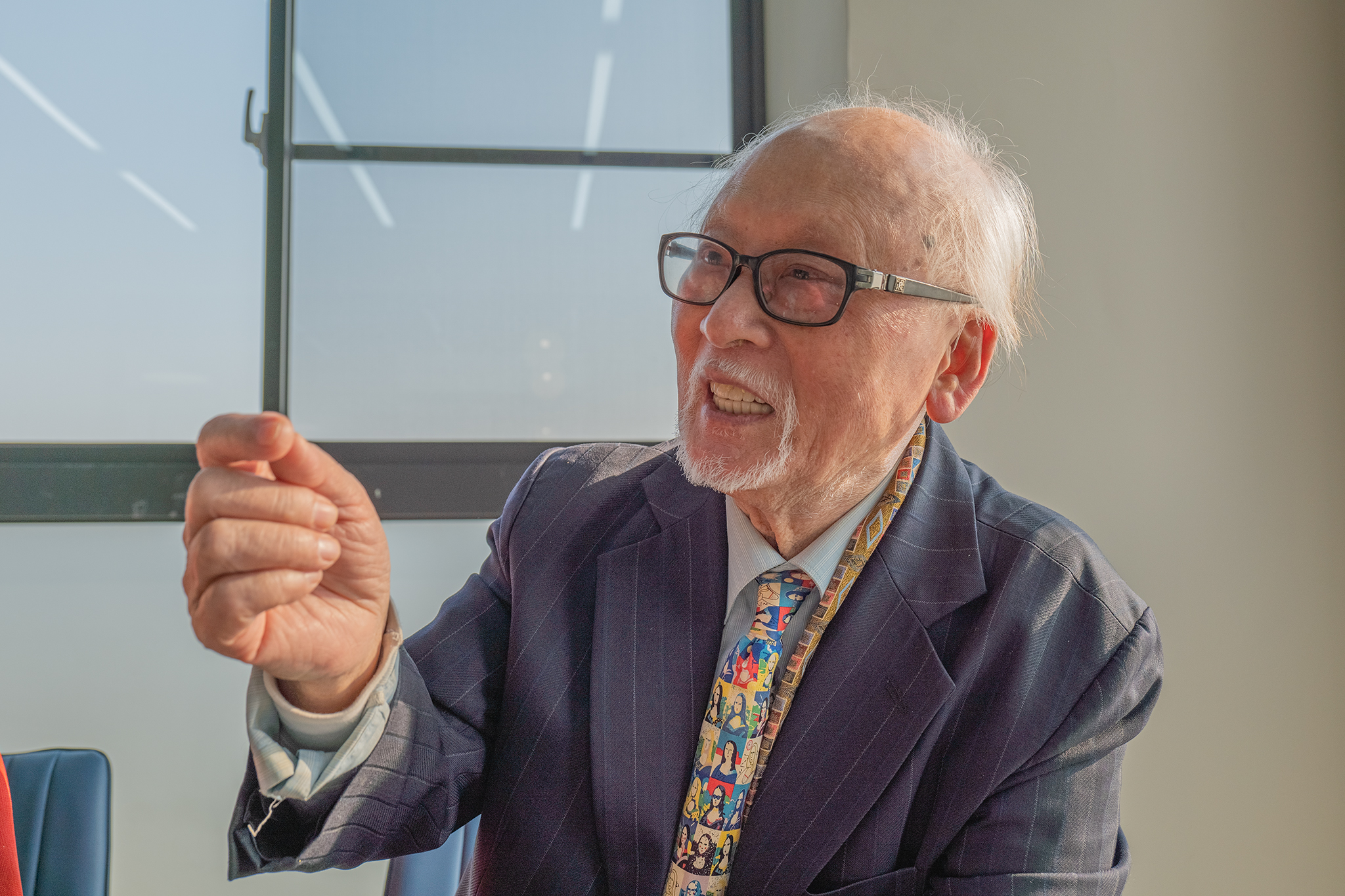
陳錦芳肖像01

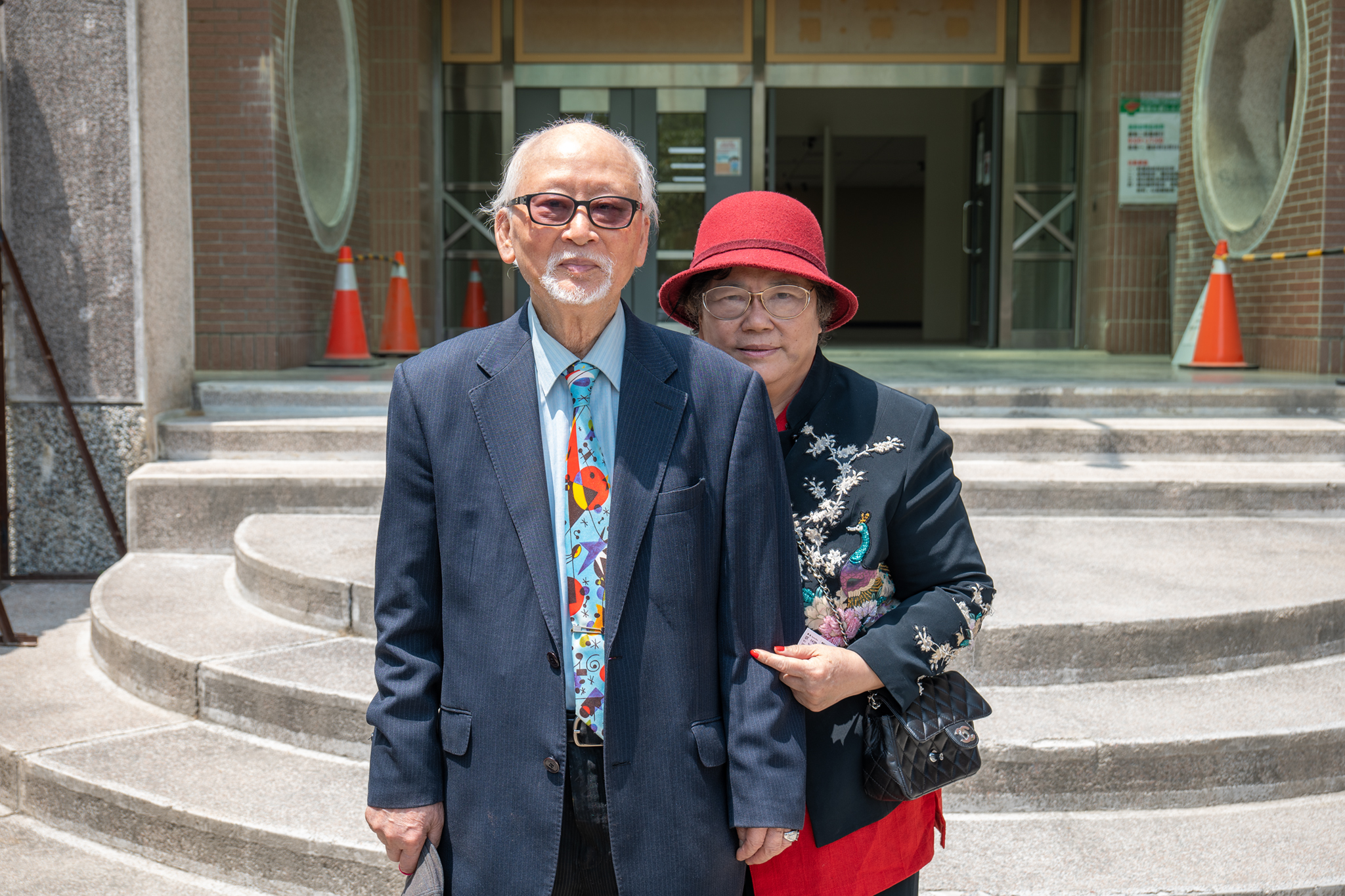
陳錦芳伉儷

台南一中初二時，同學介紹自東京歸來喜好藝術的牙科醫生黃混生博士，他借給陳錦芳許多美術書籍，其中梵谷的傳記與《向日葵》畫作熱烈地讓他燃起對藝術追求的渴望。
台南一中高中部畢業之後，保送台灣大學外文系，但他並沒有忘卻繪畫，主持過台大美術社，參加自由畫會的畫展，文學與藝術都豐富地灌溉著他的藝術心田。
1963年，他考取法國政府奨學金到巴黎留學，一方面在巴黎大學寫論文，一方面在巴黎藝術學院深造。1970年拿到巴黎大學藝術史博士（特優）。是第一位獲得巴黎大學美術史博士的華人。1969年發表「五次元世界文化觀」，並在繪畫上開創了「新意象派」。作品展覽200多次，並固定在紐約市「陳錦芳文化館」展覽。作品廣被世界各美術館及公司典藏，包括巴黎市立美術館、美國國家博物館、白宮、以及臺北市立美術館等等。
1975年11月，由法國巴黎遷居美國紐約市，在紐約居住及作畫。同年與侯幸君結婚，育有一子一女，其中，長子為陳德立(1976年生)，媳婦為莊珊珊(陳德立的妻子)，長女為陳玉立(1977年出生) 。1983年9月，取得美國公民權。
1986年、1989年、1990年、1998年，陸續創作「自由女神」百幅系列、「巴黎鐵塔」系列、「後梵谷」百幅系列、「黛妃」系列。
1996年，位於美國紐約市曼哈頓下城紐約蘇荷區的陳錦芳文化館落成啟用。
陳氏出版有24本畫冊及文化論作，其藝術整合古今中外的「文化意象」加以創新表現，往往藝以載道，成為「後現代」一重要樣相。作品被編入300多本教科書及藝術書籍，包括美國大專用書《世界美術史》（Arts & Ideas）最後一章〈地球主義〉。其新意象派作品《東西競爭》及思想被編入該章，是全世界唯一被該章介紹的畫家。
世界後現代藝術權威、藝評家、藝術論壇主筆托馬斯·麥克威利教授認為他是「後現代文化先驅」及「當今世界上最具影響力的20位藝術家之一」。
陳錦芳畢生致力於創作、展覽、寫作，並推動新文藝復興及東西文化交流。2001年12月11日，因其「一生奉獻於和平及創造多元文化的藝術」，獲頒聯合國的「全球寬容獎」,榮任「寬容及和平文化大使」，以啓動「為人類而藝術」世界巡迴展2003-2020。他是唯一獲此殊榮的畫家。2008年，陳錦芳創作了「北京奧運66幅」畫作系列。2010年，花了184天創作了100幅中國2010年上海世界博覽會題材畫作。2011年創作了「花博」系列。

## 重要出版及畫冊
- 1968年《小王子》，法國名著的中文首譯本，台北，水牛出版
- 1969年《中國書法與當代繪畫》，600多頁的法文研究論文出版
- 1970年《巴黎畫誌》，台北，大江出版
- 1974年《畫遊十年》，台北，雄獅圖書
- 1986年《The Spirit of Liberty》，Lucia Gallery，New York
- 1990年《陳錦芳的藝術：新意象派》，台灣省立美術館
- 1991年《夢向新文藝復興》，台北，聯裕出版社
- 1991年《少男日記：迴廊》，台北，水牛出版
- 1991年《陳錦芳的後現代藝術：新意象派》，台南縣立文化中心
- 1994年《神哉！畢卡索》，台北，藝術圖書公司出版
- 1995年《美哉！馬諦斯》，台北，藝術圖書公司出版
- 1996年《在巴黎的日子上、中、下》，台北，錦繡出版
- 1996年《陳錦芳六十回顧與前瞻》，台北市立美術館
- 1999年《21世紀，台灣：全球新文藝復興的搖籃》，台南縣立文化中心
- 2000年《21世紀，台灣：全球新文藝復興的搖籃》，台南市，復文書局
- 2000年《玉山系列及變奏》，台北，新觀念雜誌
- 2002年《陳錦芳的新意象派》，紐約, 陳錦芳文化館
- 2003年《Toward an Age of Love》，T. F. Chen Cultural Center，New York
- 2008年《陳錦芳博士的藝術與奧運：為人類而藝術》，北京，新華通訊社
- 2008年《陳錦芳博士為人類而藝術世界巡迴展臺中展專輯》，臺中文化局
- 2010年《陳錦芳博士的藝術：新意象派-後梵谷系列》，台北，新世界藝術中心
- 2010年《台灣少年世界夢》, 台北 ,商周出版

## 延伸閱讀
- 陳玉珍，1996，陳錦芳的六十年畫路。藝術家 43 ，no. 5：517-18。
- Chen, Sibyl. 2002b. Painting a World of Harmony from the Heart: T. F. Chen. In Our Treasury: The Shaping of First-Generation Taiwanese Americans, Sibyl Chen, 19-25. np: Intercollegiate Taiwanese American Student Association.
- Jeppson, Lawrence. 1978. The Neo-Iconography of Tsing-fang Chen. Bethesda, Md.: Legacy Society Press.
- Shu, Wei-Der. 2005. Chapter Eight: Case Study (4): The Process of National Identity Formation of Tsing-fang Chen. In Transforming National Identity in the Diaspora: An Identity Formation Approach to Biographies of Activists Affiliated with the Taiwan Independence Movement in the United States, 480-577. Ph.D. diss., Syracuse University.i

## 外部連結
- 陳錦芳文化館
- 張雄藝術網台北站 （页面存档备份，存于）